# Hemithiscia cordax
Hemithiscia cordax är en insektsart som beskrevs av Ronald Gordon Fennah 1957. Hemithiscia cordax ingår i släktet Hemithiscia och familjen Acanaloniidae. Inga underarter finns listade i Catalogue of Life.